# M. Karunanidhi

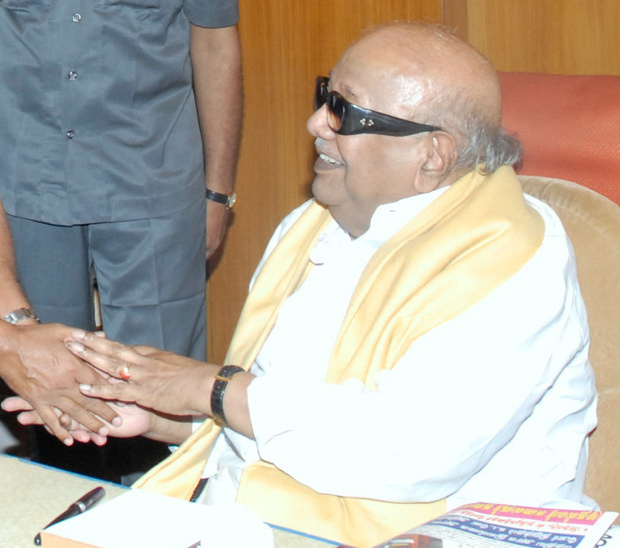
M. Karunanidhi (2010)

M. Karunanidhi (Muthuvel Karunanidhi; Tamil: மு. கருணாநிதி Mu. Karuṇāniti [ˈkaruˌɳaːnid̪i]; * 3. Juni 1924 in Tirukkuvalai; † 7. August 2018 in Chennai) war ein indischer Politiker der Regionalpartei Dravida Munnetra Kazhagam (DMK). Er war von 1969 bis zu seinem Tod 2018 Vorsitzender der tamilisch-nationalistischen DMK und war mehrfach (1969–1976, 1989–1991, 1996–2001 und 2006–2011) Chief Minister (Regierungschef) des Bundesstaates Tamil Nadu. Daneben war Karunanidhi ein produktiver Autor (Romancier, Dramatiker und Drehbuchautor). Von seinen Anhängern wurde er mit dem Ehrentitel Kalaignar (கலைஞர் Kalaiñar [ˈkalɛi̯ɲ̩ər] „Künstler“) bedacht.
M. Karunanidhi gehörte 1949 zu den Gründungsmitgliedern der DMK. Insbesondere in den 1950er und 1960er Jahren arbeitete er als Drehbuch- und Dialogautor für die tamilische Filmindustrie und trug durch seine Arbeiten dazu bei, den tamilischen Film zu einem Vehikel der DMK-Parteipropaganda zu machen. Karunanidhi stieg zu einem der einflussreichsten Politiker der DMK auf und übernahm nach dem Tod des Parteigründers C. N. Annadurai 1969 dessen Nachfolge als Chief Minister und Parteiführer. In den 1970er-Jahren überwarf er sich mit dem Schauspieler und Politiker M. G. Ramachandran, der daraufhin die AIADMK-Partei gründete und Karunanidhi als Chief Minister ablöste. Nach M. G. Ramachandrans Tod wurde Karunanidhi als Chief Minister wiedergewählt. Von den 1990er- bis in die 2010er-Jahre prägte die Rivalität zwischen M. Karunanidhi und der AIADMK-Führerin J. Jayalalithaa, die sich mehrfach im Amt des Chief Ministers abwechselten, die Politik Tamil Nadus.

## Werdegang

### Frühe Jahre
M. Karunanidhi wurde am 3. Juni 1924 im Dorf Tirukkuvalai im heutigen Distrikt Nagapattinam nahe Tiruvarur geboren. Sein Vater Muthuvel war Kleinbauer und Kräuterheiler, die Familie gehörte zu den Isai Vellala, einer Kaste von Tempelmusikanten. Karunanidhi war der erste Sohn seines Vaters, der zum dritten Mal geheiratet hatte, nachdem zwei Ehefrauen kinderlos verstorben waren. Seinen Namen erhielt Karunanidhi nach der Dorfgöttin seines Heimatortes. Später wollte Karunanidhi seinen (sanskritischen) Namen in „Arulselvam“ tamilisieren, musste seinen Plan aber wegen des Widerstands seines Vaters aufgeben.
Bereits als Jugendlicher wandte sich Karunanidhi der Dravidischen Bewegung zu, an deren Spitze zu jener Zeit E. V. Ramasami (Periyar) gegen den Einfluss der Brahmanen, das Kastensystem und den Hinduismus polemisierte und eine gesonderte Identität der Tamilen als „Draviden“ postulierte. Im Alter von 14 Jahren beteiligte sich Karunanidhi 1938 in Tiruvarur an den Protesten gegen die Einführung der nordindischen Sprache Hindi als Pflichtfach an den Schulen im Bundesstaat Madras. 1942 gründete er die Zeitschrift Murasoli, die später zum Parteiorgan der DMK werden sollte. Daneben wirkte Karunanidhi als einer der Herausgeber von E. V. Ramasamis Zeitschrift Kudi Arasu und verfasste Dramen im Sinne der Ideologie der Dravidischen Bewegung.

### Karriere beim tamilischen Film
Im Alter von 20 Jahren begann Karunanidhi zunächst in Coimbatore, dann in Madras (Chennai) als Drehbuchschreiber für die tamilische Filmindustrie zu arbeiten. Er war an etwa 60 Filmen beteiligt. Sein Debüt hatte er bei der Filmgesellschaft Jupiter Pictures als Ko-Autor mit A. S. A. Sami für die Filme Rajakumari (1947), mit M. G. Ramachandran (MGR) in seiner ersten großen Hauptrolle, und Abhimanyu (1948). Ab 1950 begann M. Karunanidhi mit seinen Filmdrehbüchern die Ideologie der DMK zu verbreiten. Den Anfang dazu machten T. R. Sundarams Filme Manthiri Kumari (1950) und Sarvadhikari (1951), in denen jeweils M. G. Ramachandran als Hauptdarsteller für die DMK-Propaganda eintrat. Für das Krishnan-Panju-Melodram Parasakthi (1952), eine Geschichte um drei Brüder und deren Schwester, war Karunanidhi Autor des Drehbuchs, der Dialoge und einiger Liedtexte. Er gilt als die bekannteste seiner Arbeiten für den Film und glorifiziert mit einer sozialreformerischen und anti-religiösen Botschaft, die sich gegen Kastendiskriminierung, Brahmanendünkel und Aberglaube stellt, die DMK-Ideologie. In der bekanntesten Szene des Films versucht ein Priester die Schwester des Helden im Tempel der Göttin Parasakthi zu vergewaltigen. Parasakthi löste eine erhebliche Kontroverse aus, war aber ein großer Erfolg und begründete die Starkarriere des Hauptdarstellers Sivaji Ganesan. Auch andere von Karunanidhi geschriebene Filme behandelten sozialreformerische Themen wie Wiederverheiratung von Witwen, Unberührbarkeit oder das Zamindar-System. Drei seiner Filme fielen in den 1950er-Jahren der Zensur zum Opfer. Weitere bedeutsame tamilische Filme mit Karunanidhis Dialogen und Drehbüchern waren S. M. Sreeramulu Naidus MGR-Hit Malaikallan (1954), A. Kasilingams Sivaji-Ganesan-Film Rangoon Radha (1954) sowie die drei für L. V. Prasad geschriebenen Filme Manohara (1954), Thayilla Pillai (1961) und Iruvar Ullam (1963). Unter diesen sticht das im 11. Jahrhundert zur Zeit der Chola-Dynastie spielende Kostümdrama Manohara heraus, das mit scharf chauvinistischer, anti-nordindischer Rhetorik – vorgetragen am Ende in einem Monolog Sivaji Ganesans – alle „Arier“ als Eindringlinge und Schakale, die über den Khyber-Pass kamen, charakterisiert.
Mit MGR, dessen Frau V. N. Janaki und P. S. Veerappa produzierte Karunanidhi 1953 den Film Naam (Regie: A. Kasilingam). Später war er mit Murasoli Maran Inhaber des beliebten tamilischen Kabelkanals Sun TV Network, aus dem er sich jedoch in den 2000er Jahren zurückzog.

### Aufstieg in der DMK
Nachdem C. N. Annadurai 1949 die DMK als Abspaltung von E. V. Ramasamis Dravidar Kazhagam (DK) gegründet hatte, schloss sich Karunanidhi dieser Partei an und spielte als Wahlkampforganisator und Aktivist bald eine tragende Rolle in ihr. Er tat sich vor allem bei Agitationen hervor: So führte er 1953 die Proteste in dem nach einem nordindischen Industriellen umbenannten Ort Dalmiapuram, bei denen gefordert wurde, dem Ort seinen ursprünglichen Namen Kallakudi wiederzugeben. 1965 beteiligte er sich an den Anti-Hindi-Protesten, die in Tamil Nadu ausbrachen, als die indische Regierung versuchte, Hindi als alleinige Amtssprache einzuführen. Bei beiden Gelegenheiten wurde Karunanidhi verhaftet, was ihm in der DMK einen Heldenstatus einbrachte. Als die DMK erstmals 1957 in die Madras Legislative Assembly, das Parlament des Bundesstaates Madras (später Tamil Nadu) einzog, gehörte Karunanidhi zu den ersten Abgeordneten der Partei. Durch seine Zeitschrift Murasoli und seine Funktion als Schatzmeister der DMK stieg Karunanidhi zu einem der führenden Politiker der Partei auf.
1967 gewann die DMK die Wahlen im Bundesstaat Madras, der wenig später in Tamil Nadu umbenannt wurde, und löste die Kongresspartei an der Regierung ab. In dem neuen Kabinett unter C. N. Annadurai bekleidete Karunanidhi die Ämter des Ministers für öffentliche Angelegenheiten und des Verkehrsministers. Nach Annadurais Tod im Jahr 1969 setzte sich Karunanidhi gegen seinen parteiinternen Konkurrenten V. R. Nedunchezhiyan durch und wurde zum Nachfolger Annadurais als Parteivorsitzender und Chief Minister gewählt.

### Als Chief Minister und Oppositionsführer

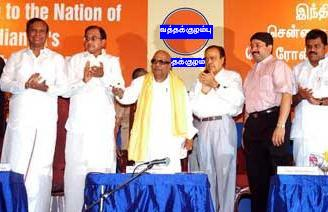
M. Karunanidhi (Mitte) bei einem öffentlichen Auftritt 2006

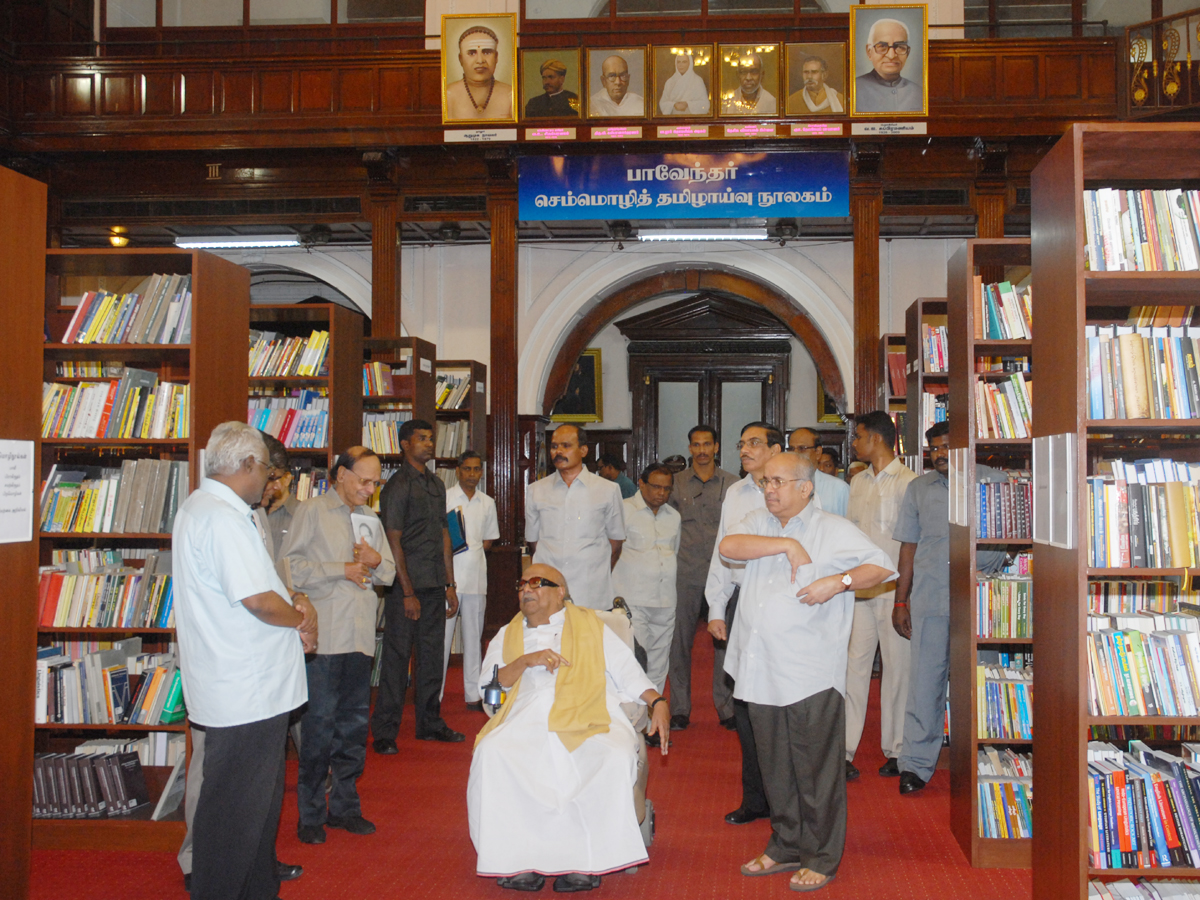
M. Karunanidhi (im Rollstuhl) bei einem öffentlichen Auftritt 2011

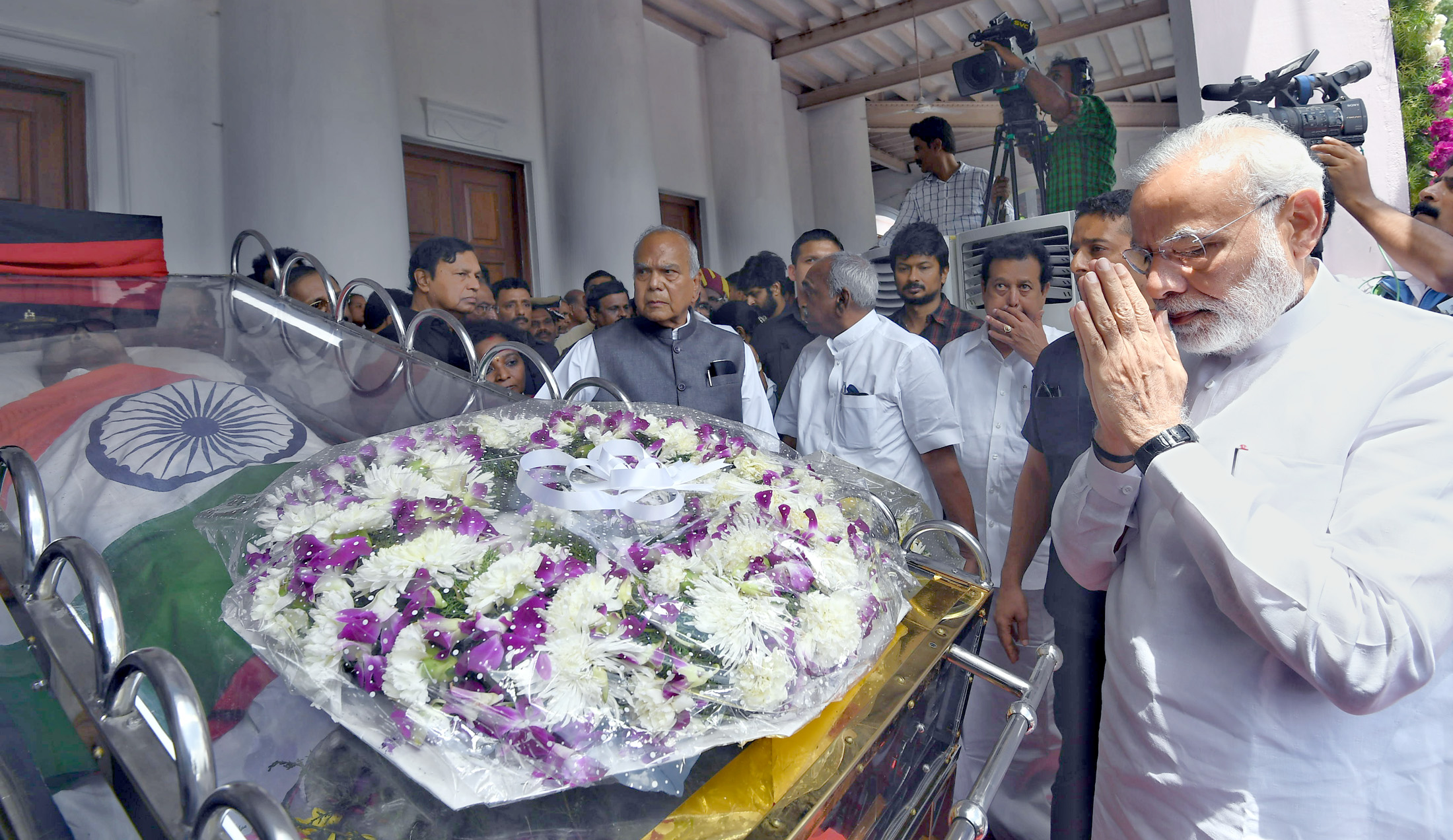
Premierminister Narendra Modi macht am 8. August 2018 in Chennai dem aufgebahrten Leichnam Karunanidhis seine Aufwartung

1971 schloss M. Karunanidhi ein Wahlbündnis mit der Kongresspartei und löste die Tamil Nadu Legislative Assembly vorzeitig auf. Bei den vorgezogenen Neuwahlen konnte die DMK ihren Wahlerfolg eindrucksvoll wiederholen und gewann 184 von 234 Sitzen, Karunanidhi wurde als Chief Minister im Amt bestätigt. 1972 spaltete sich aber die DMK: M. G. Ramachandran, der seine immense Popularität als Filmstar hatte nutzen können, um eine wichtige Rolle in der DMK einzunehmen, beschuldigte Karunanidhi der Korruption und des Verrates an den Idealen des Parteigründers C. N. Annadurai und wurde aus der DMK ausgeschlossen. Daraufhin gründete M. G. Ramachandran eine eigene Partei, die ADMK (später umbenannt zu AIADMK), und zog ein Drittel der Mitglieder der DMK mit sich.
1976 setzte die unter Notstandsgesetzgebung regierende indische Premierministerin Indira Gandhi kurz vor den Bundesstaatswahlen Karunanidhis Regierung ab und stellte Tamil Nadu für 18 Monate unter President’s rule. Eine Untersuchung der Korruptionsvorwürfe gegen die DMK schwächte die Partei, doch Karunanidhi persönlich konnten keine Vergehen nachgewiesen werden, sodass er seine Stellung als Parteiführer behielt und sogar gestärkt aus der Krise hervorging. Die Neuwahlen 1977 entschied die AIADMK für sich, M. G. Ramachandran wurde zum Chief Minister und Karunanidhi zum Oppositionsführer. Auch bei den nächsten Wahlen 1980 und 1984 wurde M. G. Ramachandran im Amt bestätigt.
Nach M. G. Ramachandrans Tod im Dezember 1987 brach in der AIADMK ein Nachfolgestreit aus und die Regierung versank im Chaos, sodass erneut President’s rule verhängt wurde. Die Neuwahlen Anfang 1989 gewann die DMK überlegen gegen die in zwei Fraktionen gespaltene AIADMK, so dass M. Karunanidhi ins Amt des Chief Ministers zurückkehrte. Schon zwei Jahre später, im Januar 1991, setzte der indische Premierminister Chandra Shekhar die Karunanidhi-Regierung aber mit dem Vorwurf, sie dulde Aktivitäten der srilankatamilischen Terrororganisation LTTE in Tamil Nadu, wieder ab. Während der folgenden President’s-rule-Periode wurde der frühere indische Premierminister Rajiv Gandhi bei einem Wahlkampfauftritt in Sriperumbudur nahe Chennai von einer LTTE-Selbstmordattentäterin ermordet. Die DMK, der nun der Ruch der LTTE-Nähe anhing, wurde darauf bei den Wahlen im Juni massiv abgestraft und erhielt nur zwei Sitze in der Tamil Nadu Legislative Assembly. Als Ergebnis wurde Karunanidhi von J. Jayalalithaa, die den Nachfolgestreit in der AIADMK für sich entschieden hatte, als Chief Minister abgelöst.
Die Jayalalithaa-Regierung konnte, mit Korruptionsvorwürfen und schlechter Stimmungslage konfrontiert, ihren Wahlerfolg bei der turnusgemäßen nächsten Wahl 1996 nicht wiederholen, so dass diesmal die DMK einen Erdrutschsieg errang und Karunanidhi zum nunmehr vierten Mal zum Chief Minister gewählt wurde. Aber auch bei der nächsten Wahl kam der Amtsmalus zum Tragen, so dass Karunanidhi 2001 wieder abgewählt wurde. Kurz nach dem Machtwechsel wurden Karunanidhi und mehrere führende DMK-Politiker in einer Nacht- und Nebelaktion wegen des Vorwurfs der Korruption verhaftet. Die Verhaftung wurde als politisch motiviert angesehen und sorgte für eine Krise zwischen der Regierung Tamil Nadus und der Zentralregierung.
Nach fünf Jahren Jayalalithaa-Regierung errang das DMK-geführte Wahlbündnis 2006 wieder einen Wahlsieg und M. Karunanidhi kehrte zum fünften Mal in das Amt des Chief Ministers zurück. Bei der Wahl 2011 wurde die DMK aber nach einem massiven Korruptionsskandal, in den der Bundesminister A. Raja und Karunanidhis Tochter Kanimozhi verwickelt waren, abgestraft und Karunanidhi verlor das Amt erneut an Jayalalithaa. Bei der folgenden Wahl 2016 trat der mittlerweile 91-jährige Karunanidhi erneut als Spitzenkandidat der DMK an. Erstmals seit 27 Jahren gelang es der AIADMK aber, der Wechselstimmung zu trotzen und ihren Wahlsieg zu wiederholen.
Am 7. August 2018 verstarb M. Karunanidhi 94-jährig in einem Krankenhaus in Chennai, mutmaßlich an den Folgen einer Urosepsis. Im Juli desselben Jahres hatte er seinen 50-jährigen Jahrestag als DMK-Parteivorsitzender begangen.

## Familiäres

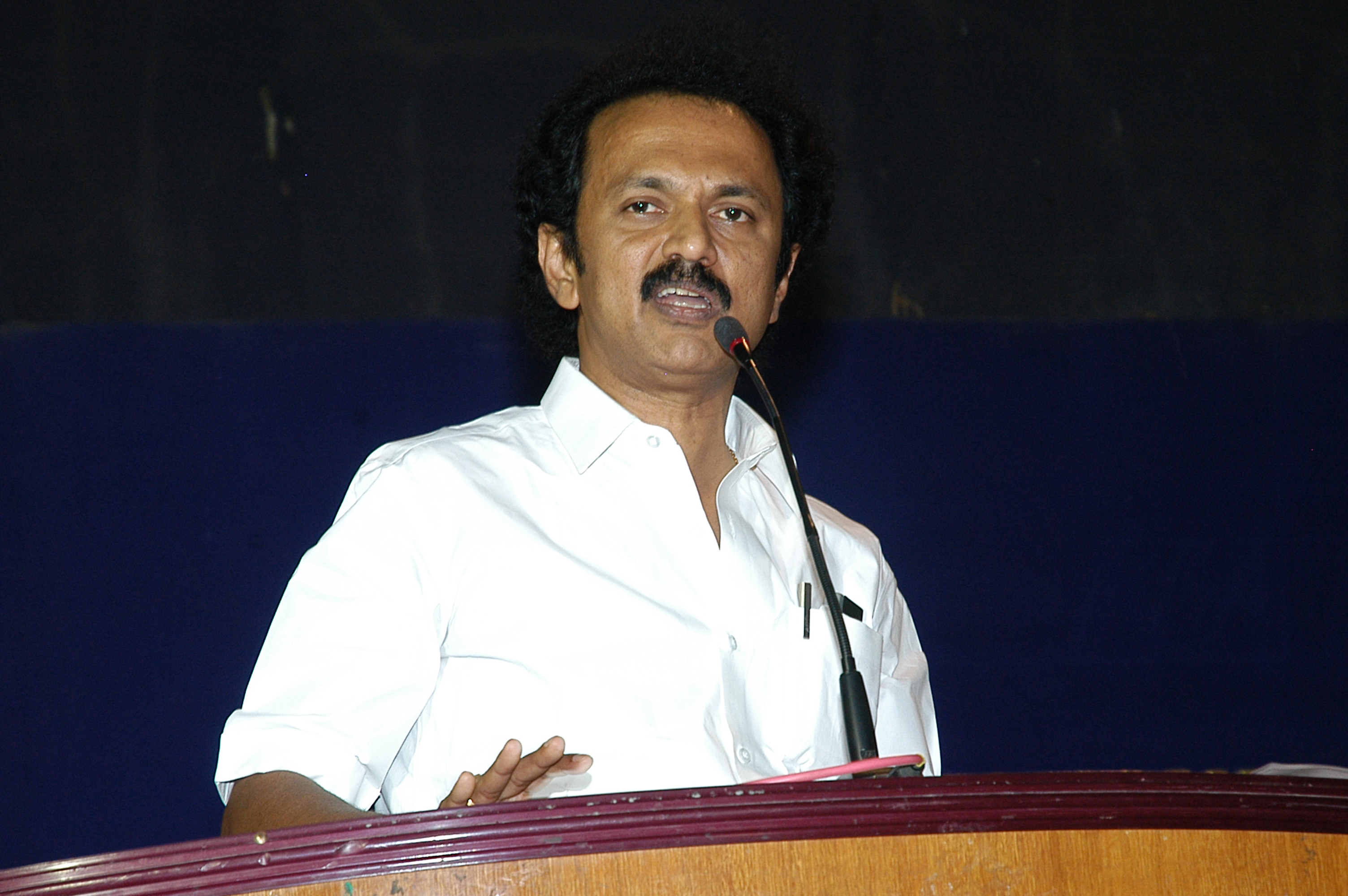
Karunanidhis Sohn M. K. Stalin (Foto 2009) übernahm nach dem Tod seines Vaters dessen Nachfolge als DMK-Parteiführer

Im Alter von 20 Jahren heiratete M. Karunanidhi seine erste Ehefrau Padmavathi. Nach Padmavathis Tod heiratete Karunanidhi 1948 Dayaluammal. In den 1960er-Jahren nahm er Rajathiammal als Zweitfrau und lebte seitdem offen bigam.
M. Karunanidhi hatte insgesamt sechs Kinder (vier Söhne und zwei Töchter). Aus der ersten Ehe mit Padmavathi ging der Sohn M. K. Muthu (* 1948) hervor. Mit seiner zweiten Frau Dayaluammal hatte Karunanidhi drei Söhne, M. K. Azhagiri (* 1950), M. K. Stalin (* 1953) und M. K. Thamilarasu, sowie eine Tochter, Selvi. Die jüngste Tochter Kanimozhi wurde 1968 als Kind Karunanidhis und Rajathiammals geboren. Karunanidhis ältester Sohn M. K. Muthu ist Schauspieler und Sänger. In den 1970er-Jahren versuchte Karunanidhi erfolglos, ihn zu einem Konkurrenten M. G. Ramachandrans aufzubauen.
Drei von Karunanidhis Kindern haben eine politische Karriere in der DMK eingeschlagen. M. K. Stalin, der bereits 2006 bis 2011 als Minister für ländliche Entwicklung und lokale Verwaltung im Kabinett seines Vaters und stellvertretender Chief Minister Tamil Nadus gedient hatte, wurde im Januar 2013 von Karunanidhi als sein politischer Erbe benannt. Nach dem Tod seines Vaters wurde M. K. Stalin am 28. August 2018 ohne Gegenkandidaten zum neuen DMK-Parteivorsitzenden gewählt. Nach dem Wahlsieg der DMK wurde er 2021 zum Chief Minister Tamil Nadus gewählt. Der zweite Sohn M. K. Alagiri, der von 2009 bis 2013 als gesamtindischer Minister für Chemikalien und Düngemittel im Kabinett Manmohan Singh II diente, konkurrierte längere Zeit mit seinem Bruder M. K. Stalin um die Nachfolge Karunanidhis. Im Januar 2014 überwarf sich Alagiri über die Nachfolgefrage mit Karunanidhi und wurde daraufhin aus der DMK ausgeschlossen. Karunanidhis Tochter Kanimozhi ist seit 2019 mitglied der Lok Sabha, des Unterhauses des indischen Parlaments, nachdem sie bereits von 2007 bis 2019 Tamil Nadu im Oberhaus Rajya Sabha vertreten hatte.
Außerdem war ein weiterer wichtiger DMK-Politiker und früherer Minister, Murasoli Maran (1934–2003), ein Neffe Karunanidhis. Dessen Söhne sind wiederum Dayanidhi Maran, der ebenfalls Bundesminister unter Manmohan Singh war, und Kalanidhi Maran, der Inhaber des Konzerns Sun Group, zu der unter anderem der einflussreiche Fernsehsender Sun TV gehört. Wegen der engen Verquickung seiner eigenen Familie mit der DMK-Partei sah sich Karunanidhi dem Vorwurf des Nepotismus ausgesetzt.

## Als Politiker

### Ämter
Neben seinen Posten als Minister (1967–1969) und Chief Minister (1969–1976, 1989–1991, 1996–2001 sowie 2006–2011) in Tamil Nadu war M. Karunanidhi von 1957 bis 1983 und erneut von 1989 bis zu seinem Tod 2018 Mitglied der Tamil Nadu Legislative Assembly, dem Parlament des Bundesstaates. Er stellte sich bis auf 1984 bei jeder Wahl zur Tamil Nadu Legislative Assembly seit 1957 als Kandidat auf und wurde bei jeder seiner dreizehn Kandidaturen gewählt. Er vertrat dabei verschiedene Wahlkreise, zuletzt seit 2011 den Wahlkreis Tiruvarur. Zwischen 1984 und 1986 war Karunanidhi Mitglied des Tamil Nadu Legislative Council, des damaligen Oberhauses im Parlament Tamil Nadus.
Die DMK-Partei führte Karunanidhi von 1969 bis zu seinem Tod 2018. Zuletzt wurde er im Januar 2015 beim Parteitag der DMK zum elften Mal als Parteipräsident wiedergewählt.

### Politischer Stil und Positionen

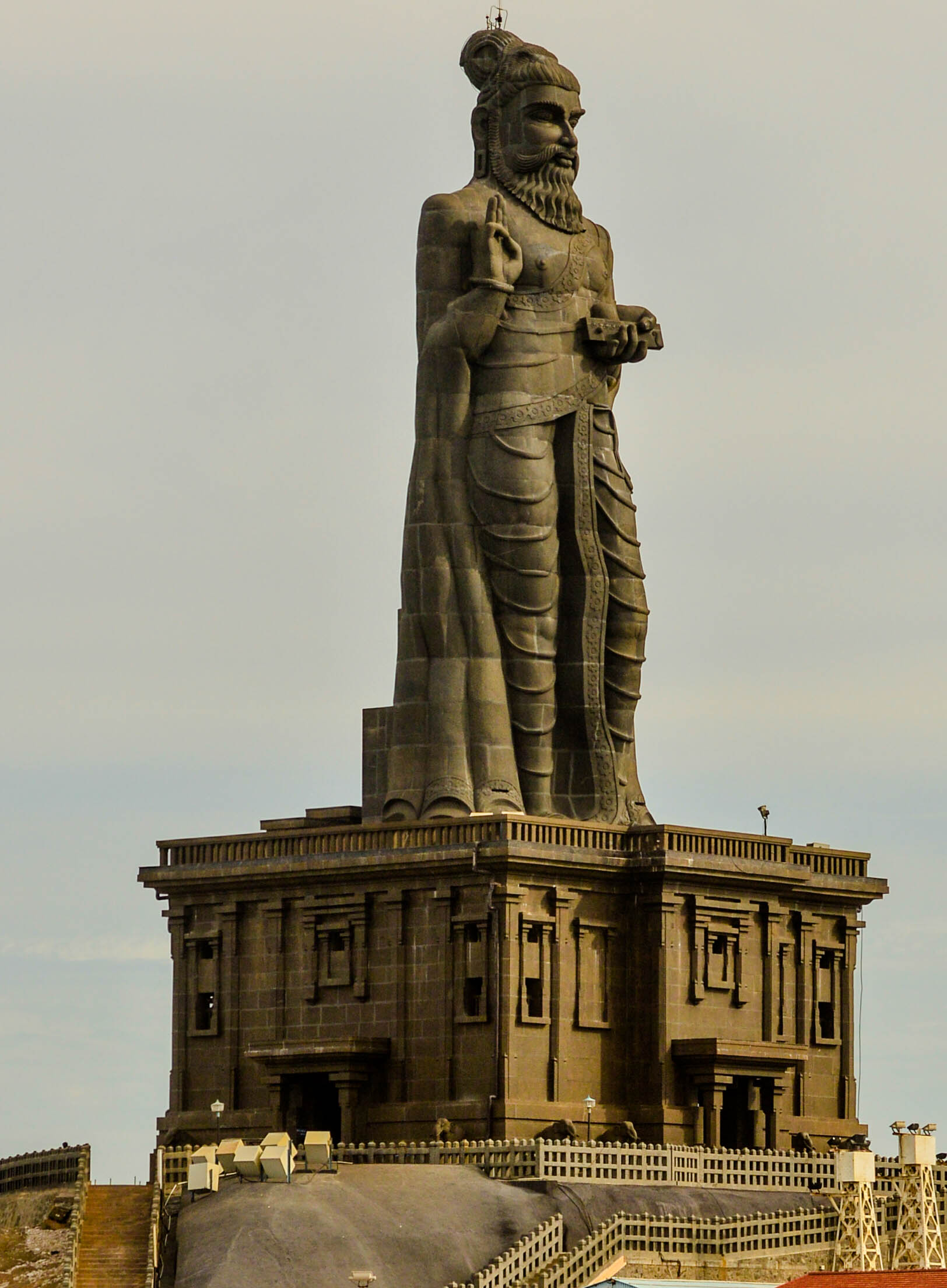
Tiruvalluvar-Statue in Kanyakumari: Beispiel für die kulturnationalistisch motivierten Prestigeprojekte Karunanidhis

Die politische Kultur Tamil Nadus ist persönlichkeitsorientiert und wird von charismatischen Führern geprägt. M. Karunanidhi konnte niemals die gleiche Popularität erreichen wie sein langjähriger Konkurrent M. G. Ramachandran, der von seinen Anhängern geradezu vergöttlicht wurde, pflegte aber ebenfalls einen charismatischen Führungsstil. Dies unterstrich er auch durch sein öffentliches Auftreten: Er trug stets als seine Markenzeichen eine Sonnenbrille und einen gelben Schal.
M. Karunanidhi übernahm den Kulturnationalismus seines Vorgängers C. N. Annadurai. Schon dieser hatte die Forderungen nach Sezession und radikaler Sozialreform, die die Frühphase der Dravidischen Bewegung prägten, aufgegeben und durch eine Beschwörung der Größe der tamilischen Kultur und Sprache ersetzt. Diesen Kulturnationalismus inszenierte Karunanidhi während seiner Zeit als Chief Minister durch monumentale Prestigeprojekte und kulturelle Massenveranstaltungen. Dem Dichter Tiruvalluvar, der das unter den Tamilen hoch angesehene Werk Tirukkural verfasste, ließ Karunanidhi 1976 in Chennai ein Monument, das Valluvar Kottam, errichten. Im Jahr 2000 wurde die Tiruvalluvar-Statue vor Kanyakumari an der Südspitze Indiens fertiggestellt, die Karunanidhi bereits seit Mitte der 1970er-Jahre geplant hatte. Als Förderer der tamilischen Sprache versuchte sich Karunanidhi weiter zu profilieren, etwa indem er die World Classical Tamil Conference 2010 als großes Massenspektakel inszenierte.
Während des Bürgerkriegs in Sri Lanka (1983–2009) solidarisierte sich Karunanidhi mit den Tamilen Sri Lankas. Im Jahr 2000 forderte er (konträr zur indischen Staatsräson) eine Teilung Sri Lankas nach dem Vorbild der Tschechoslowakei. Zeitweise war Karunanidhi dem Vorwurf der Sympathie für die Rebellenorganisation LTTE ausgesetzt. So beschuldigte ihn ein Zwischenbericht der Kommission, die den Mord an Rajiv Gandhi untersuchte, er habe die LTTE in Tamil Nadu operieren lassen und trage so eine Mitschuld am Tod Gandhis. Die Endversion des Kommissionsberichts enthielt aber keine Vorwürfe gegen Karunanidhi. 2009 erregte Karunanidhi Aufsehen, als er den LTTE-Führer Velupillai Prabhakaran in einem Interview einen „guten Freund“ nannte. Später relativierte er aber seine Aussagen und bezeichnete die LTTE als Terrororganisation.
M. Karunanidhi bezeichnete sich selbst als Atheisten und ist wiederholt durch religionskritische Äußerungen aufgefallen. Im Zusammenhang mit der Kontroverse um den Bau des Setu-Kanals durch die zwischen Tamil Nadu und Sri Lanka gelegene Adamsbrücke, der von gläubigen Hindus abgelehnt wird, weil dem Mythos zufolge der Gott Rama die Adamsbrücke erbaut haben soll, fragte Karunanidhi 2007: „Wer ist dieser Rama? Welche Ingenieurschule hat er besucht?“. Damit provozierte er Proteste von hindunationalistischen Organisationen. Als Reaktion verübten Hindu-Fanatiker in Bangalore, der Hauptstadt des Nachbarbundesstaates Karnataka, einen Brandanschlag auf das Haus von Karunanidhis Tochter und griffen einen aus Tamil Nadu kommenden Bus an, wobei zwei Menschen getötet wurden.

## Als Autor
M. Karunanidhi war ein äußerst produktiver Autor. Seine Anhänger bezeichnen ihn daher mit dem Ehrentitel Kalaignar („Künstler“). Allein bis zum Alter von sechzig Jahren verfasste Karunanidhi 64 Romane, 30 Kurzgeschichten, 14 Theaterstücke und 35 Filmdrehbücher. Er schrieb für die Zeitschrift Kumkumam; dazu kamen zahlreiche politische Artikel, u. a. ein täglicher Kommentar in der Parteizeitung Murasoli. Kamil Zvelebil erwähnt in seiner Darstellung der tamilischen Literaturgeschichte Karunanidhi zusammen mit dem ebenfalls literarisch tätigen C. N. Annadurai als „zwei sehr engagierte Autoren, die beide ein beträchtliches Talent darin gezeigt haben, die Interessen der Dravidischen Bewegung und ihrer Partei durch Romane, Kurzgeschichten, Drehbücher und Theaterstücke zu fördern“, vermerkt aber auch, ihre Werke seien „nach rein ästhetischen Maßstäben eher politische Manifeste voller eloquenter Worte als feinfühlige und künstlerisch vollendete Beiträge zur modernen Prosa“.
In den 1950er-Jahren trug M. Karunanidhi zusammen mit C. N. Annadurai durch seine Filmdrehbücher maßgeblich dazu bei, die tamilische Filmindustrie zu einem Vehikel der DMK zu machen. Auch nach seinem Aufstieg zum Chief Minister setzte Karunanidhi seine Autorentätigkeit fort. Zuletzt verfasste er etwa das Drehbuch für den Film Pen Singam (2010) und den Text für die von A. R. Rahman vertonte Hymne für die World Classical Tamil Conference 2010.